# Lac Kamirakatcociwok
Lac Kamirakatcociwok är en sjö i Kanada.   Den ligger i regionen Mauricie och provinsen Québec, i den sydöstra delen av landet, 400 km norr om huvudstaden Ottawa. Lac Kamirakatcociwok ligger 410 meter över havet. Arean är 0,55 kvadratkilometer. Den ligger vid sjön Lac Mathieu. Den sträcker sig 1,2 kilometer i nord-sydlig riktning, och 1,6 kilometer i öst-västlig riktning.
Trakten runt Lac Kamirakatcociwok är nära nog obefolkad, med mindre än två invånare per kvadratkilometer.